# وادي أورخون
وَادِي أُورْخُون واد في منغوليا. يجري فيه نهر أورخون. وجدت كتابات أورخون (أول أثر كتاب معروف لدى الأتراك وهو مكتوب بالأبجدية التركية القديمة) في وادي أورخون. وقعت مدينة أردو باليق في وادي أورخون.

## وصلات خارجية
- وادي أورخون مجموعة اليونسكو للفنون والثقافة على غوغل